# Fateh Benferdjallah
Fateh Benferdjallah, né le 15 avril 2001, est un lutteur libre algérien.

## Carrière
Fateh Benferdjallah est médaillé d'argent dans la catégorie des moins de 80 kg aux Jeux olympiques de la jeunesse de 2018 à Buenos Aires.
En 2019, il est médaillé d'argent dans la catégorie des moins de 79 kg aux Championnats d'Afrique à Hammamet et dans la catégorie des moins de 86 kg aux Jeux africains à Rabat.
Il est médaillé de bronze en moins de 86 kg aux Championnats d'Afrique 2020 à Alger .
Il est médaillé d'or dans la catégorie des moins de 86 kg aux Championnats d'Afrique de lutte 2022 à El Jadida ainsi qu'aux Championnats d'Afrique de lutte 2023 à Hammamet. Il est médaillé d'argent dans cette même catégorie aux Jeux panarabes de 2023 à Alger.